# Aksel Hennie
Aksel Hennie (29. října 1975, Oslo) je norský herec, režisér a scenárista.
V mládí byl sprejerem, za což byl i zatčen. Poté, co vypovídal na policii, byl ze subkultury graffiti vyobcován. Zkušenost z této etapy života zpracoval ve filmu Špatně rozdané karty (Uno) z roku 2004; napsal k němu scénář, režíroval ho i ztvárnil v něm hlavní roli. V Norsku se stal populárním zvláště poté, co hrál hlavní roli v životopisném filmu Max Manus (2008) pojednávajícím o norském hrdinovi z druhé světové války. Tento film byl nejdražším projektem norské kinematografie v historii. Hlavní roli získal též v adaptaci románu Jo Nesbøa Lovci hlav (2011). Mezinárodní slávy se dočkal díky rolím v hollywoodských podívaných Herkules (2014) a Marťan (2015).